# 가나쿠리 시조

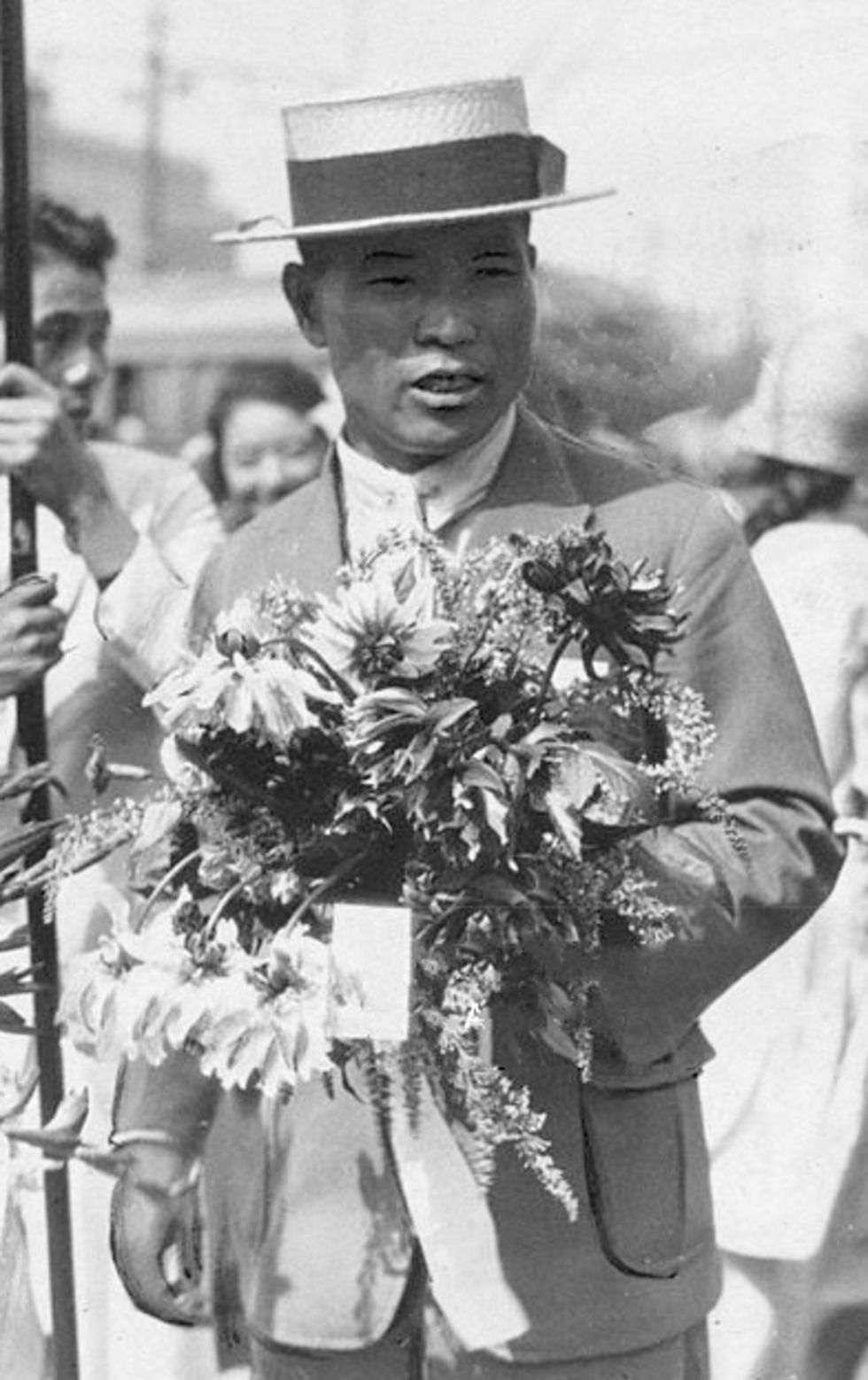
가나쿠리 시조

가나쿠리 시조(일본어: 金栗四三, 1891년 8월 20일 ~ 1983년 11월 13일)은 일본의 마라톤 선수로, 구마모토현 다마나군 출신이다. 일본 최초의 올림픽 선수이자 "일본 마라톤의 아버지"로 불린다. 

## 올림픽 출전
1911년 올림픽 일본 예선에서 마라톤 코스(당시의 거리는 25마일, 40.225 km)를 2시간 32분 45초에 완주해 비공인 세계 기록을 세웠다. 다음 해 1912년 스톡홀름 올림픽에 출전했을 때, 일본 최초이자 아시아 최초로  올림픽에 출전한 선수였다. 
그 해 올림픽 일본 선수단에는 가나구리와 단거리 육상 선수인 미시마 야히코 두 명밖에 없었다. 둘이 시베리아 횡단 철도를 타고 스웨덴으로 가는데만 20일이 걸렸다. 쌀처럼 익숙한 음식이 없고, 난생 처음 고위도의 백야를 경험한 이들은 컨디션을 제대로 조정할 수 없었다.
마라톤은 7월 섭씨 40도의 혹서 속에 치러졌다. 선수 68명 중 34명이 기권했고, 1명이 열사병으로 숨졌다. 가나구리도 경기 도중 일사병으로 쓰러져 26.7 km 지점에서 경기를 중단하고 인근 농가에서 치료를 받았다. 경기 중단이 대회 측에 전달되지 않았기 때문에 공식 기록은 기권이 아닌 "경기 중 실종, 행방 불명"으로 처리되었다. 
1920년 하계 올림픽에도 참가, 2시간 48분 45.4초의 기록으로 16위를 차지했다. 1924년 하계 올림픽에도 참가했으나, 마라톤을 완주하지는 못했다.

### 완주
1966년 스웨덴 올림픽 위원회는 1912년 하계 올림픽 대회 마라톤 도중 사라졌던 가나구리 시조가 일본에서 살고 있다는 걸 파악하고는 올림픽 개최 54주년 기념 행사에 초대했다. 이 행사에서 마라톤 경기를 완주, 54년 8개월 6일 8시간 32분 20.3초라는 기록을 남겼다. 그는 "실로 먼 길이었다"고, "그사이 손자를 5명이나 두었다"고 말했다.

## 같이 보기
- 1912년 하계 올림픽 일본 선수단
- 이다텐~도쿄 올림픽 이야기~